# Stazione militare di Pierre-sur-Haute

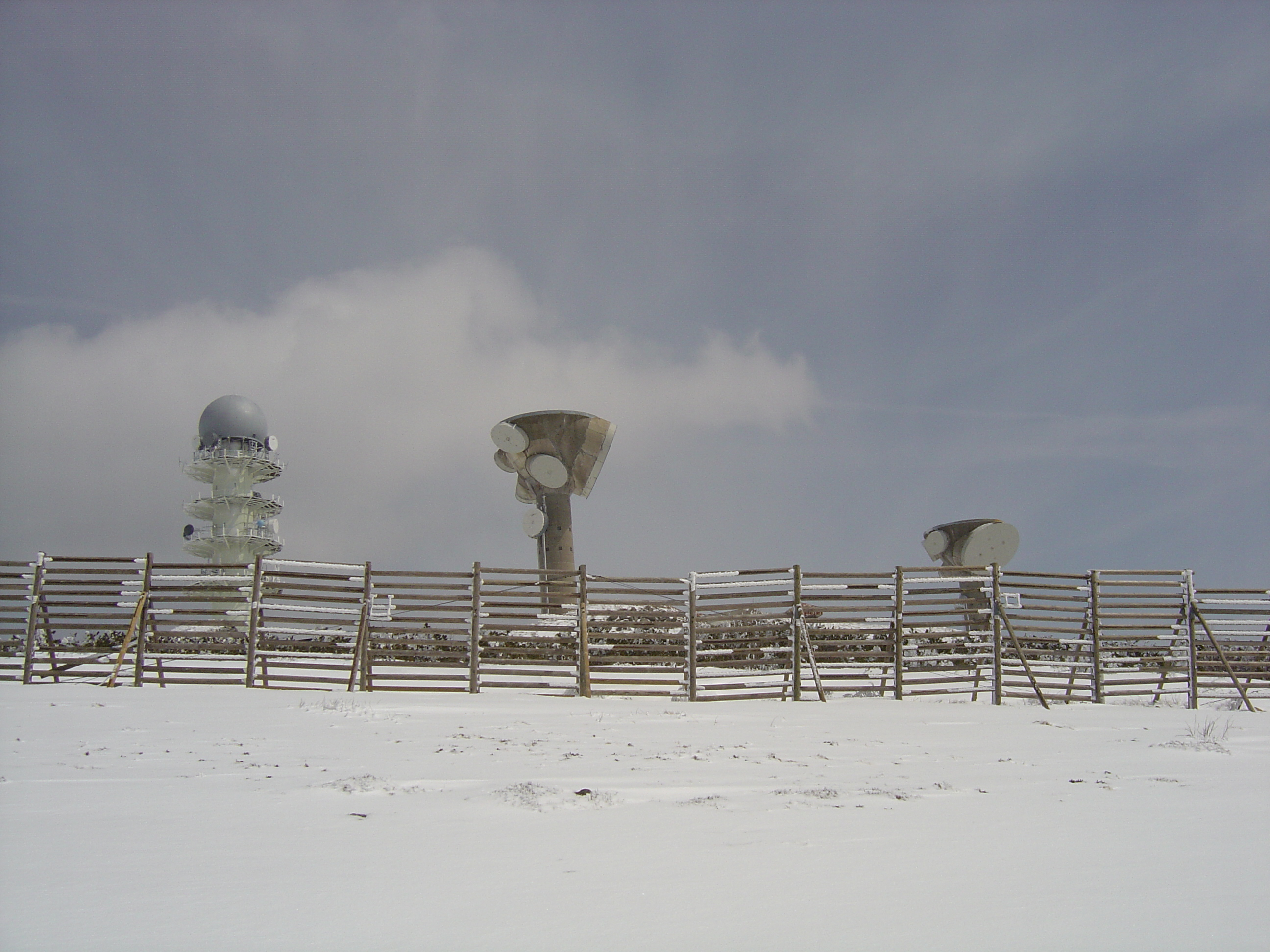
Torri di cemento con le attrezzature militari radio nella stazione militare di Pierre-sur-Haute

La stazione radio militare di Pierre-sur-Haute (Station hertzienne militaire de Pierre-sur-Haute) è un sito di 30 ettari dedicato alle comunicazioni militari francesi, collocato nei comuni di Sauvain e di Job nella regione Alvernia-Rodano-Alpi.
Il complesso militare si trova sulla "Croix de Pierre-sur-Haute", che con i suoi 1634 m di altezza è il punto più alto del dipartimento della Loira oltre a segnare il confine con il dipartimento di Puy-de-Dôme.
Oltre alle installazioni militari, il sito ospita anche un'antenna della televisione commerciale TF1 e un radar della Direction générale de l'Aviation civile (DGAC).

## Storia

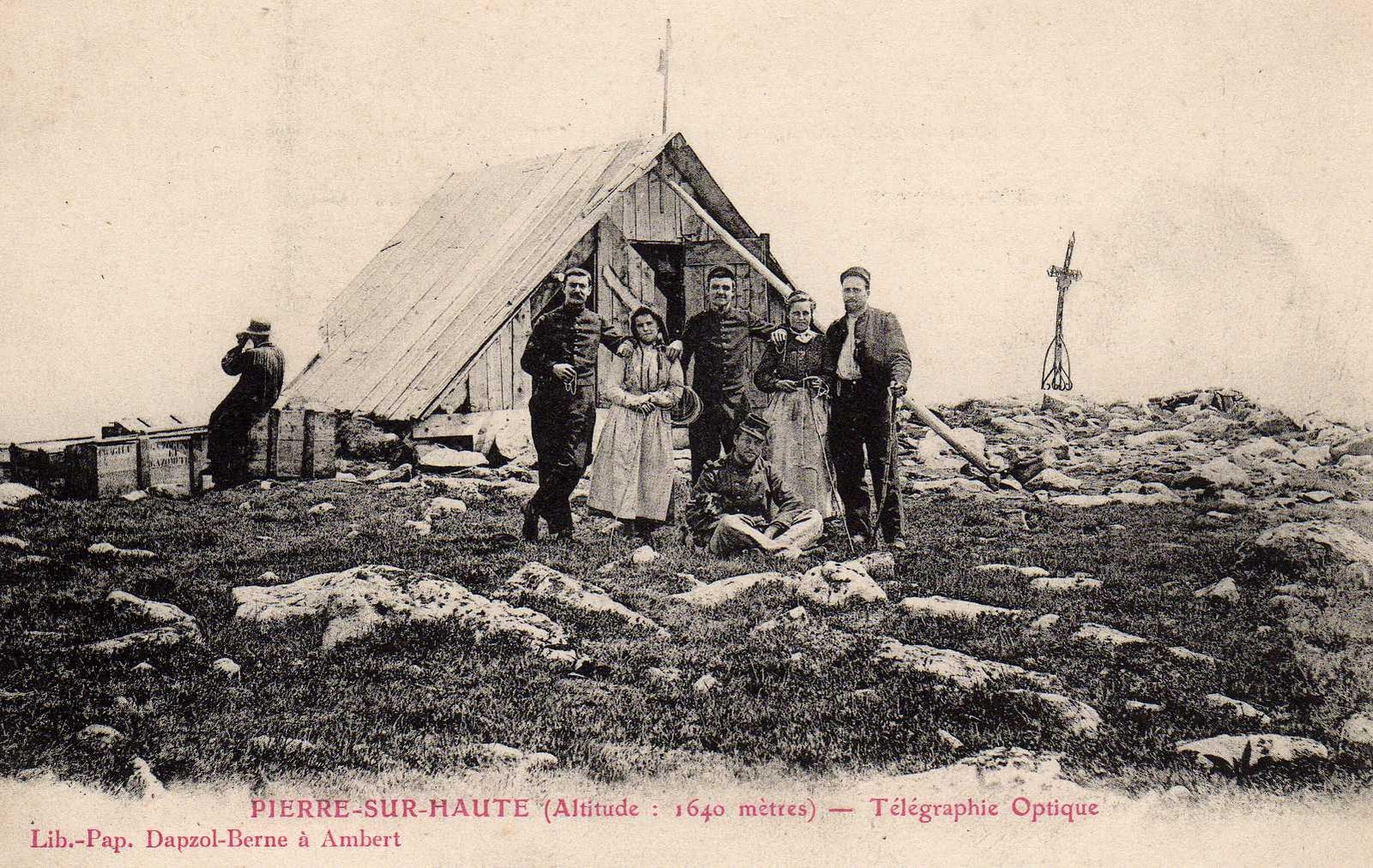
Il telegrafo ottico di Pierre-sur-Haute nel 1913.

Nel 1913, l'esercito francese costruisce sul sito un telegrafo ottico, costituito da un piccolo edificio di pietra sormontato dal dispositivo di comunicazione.
Nel 1961, durante la guerra fredda, la NATO dà all'esercito francese la missione di costruire una delle 82 stazioni della sua rete di trasmissione chiamata ACE High, con nome in codice "FLYZ". Nel 1974, la responsabilità del sito passa dall'armée de terre (l'esercito francese) all'armée de l'air (aeronautica militare).
Dal 1988 la NATO ha preso in considerazione lo smantellamento della rete ACE High, che avrà per conseguenza la creazione di nuovi piani di frequenze nazionali.

## Funzione
La stazione militare di Pierre-sur-Haute appartiene all'armée de l'air e dipende dalla base aerea 942 Lyon-Mont Verdun, che si trova a 80 chilometri dal sito. È una delle quattro stazioni radio dell'asse nord-sud, e comunica di continuo con le altre tre: Lacaune, La Borne di Henrichemont e la base aerea di Brétigny. Fa dunque da tramite per le telecomunicazioni interne dell'esercito, riguardanti principalmente il comando operativo: si ritiene che se la forza di dissuasione nucleare francese dovesse venire utilizzata, l'ordine di attacco potrebbe passare per questo sito.
Il sito dipendeva dal "Commandement air des systèmes de surveillance d'information et de communications" (CASSIC) dal momento della sua creazione il 1º giugno 1994, e poi, a partire dal 1º gennaio 2006, dalla "Direction interarmées des réseaux d'infrastructure et des systèmes d'information" (DIRISI) e dalla sua gestione centrale a Le Kremlin-Bicêtre.
Dirette da un maggiore, una ventina di persone lavorano sul sito per il suo funzionamento e per la sua difesa: elettromeccanici, meccanici, cuochi.

## Struttura
La stazione si trova su un sito di 30 ettari tra i comuni di Sauvain e Job, al confine tra i due dipartimenti della Loira e del Puy-de-Dôme.
Il perimetro è circondato da una elevata barriera di legno e metallo, mentre l'accesso di personale militare e dipendenti è garantito da una strada vietata ai civili.

### Costruzioni
Ci sono tre torri nel sito. La più alta è una torre di telecomunicazioni civili di 55 metri di altezza, di proprietà di Télédiffusion de France. La torre di telecomunicazione è sormontata da un radome e contiene un modulo di controllo del sistema "S beacon radar" del traffico aereo, di proprietà della Direzione generale dell'aviazione civile.
Il radar è operativo dal 18 agosto 2009, ma ha spesso dei malfunzionamenti a causa delle forti nevicate nella zona. Le due torri di cemento rimanenti sono di proprietà dei militari: le strutture sono alte 30 metri e sono state utilizzate dal 1991 per la trasmissione e la ricezione radio; queste sono costruite per resistere all'esplosione di un ordigno nucleare. Alcuni edifici sono utilizzati come garage e alloggi, completi di cucina, sala da pranzo e camere da letto; essi sono collegati tra loro da tunnel, di circa 400 metri di lunghezza totale, in modo da evitare di camminare attraverso la fitta neve in inverno quando ci si sposta da un edificio all'altro.

### Sotterranei
La parte più importante del sito è la parte sotterranea, utilizzate per le trasmissioni: a una velocità di 2 Mbit/s, le comunicazioni dalle torri vengono analizzate e poi reindirizzate a destinazione. Gli edifici seminterrati sono classificati come "infrastruttura di massima sicurezza" sotto la protezione nucleare, biologica e chimica. Nel gergo militare, il sito è "indurito": per esempio, ha una cellula in cemento protetta dagli impulsi elettromagnetici da una gabbia di Faraday e i locali sono sotto pressione, propriamente detti "camere bianche". La struttura è dotata di acqua e di energia elettrica autonoma nonché di un sistema di riciclo dell'aria indipendente.

## Tentativi di censura della pagina
Sebbene molte delle informazioni presenti nella voce della Wikipedia francese fossero state prese da un documentario, autorizzato dall'aeronautica militare francese e trasmesso nel 2004 dalla televisione regionale TL7, nell'aprile del 2013 la Direction centrale du renseignement intérieur (DCRI, i servizi di intelligence interna francesi) ha richiesto la cancellazione di tale voce prima alla Wikimedia Foundation, che ha rifiutato, poi rivolgendosi direttamente a Rémi Mathis, presidente di Wikimedia France, minacciando azioni legali contro di lui. L'associazione Wikimedia France ha protestato pubblicamente con un comunicato stampa in francese e inglese. L'azione del DCRI ha avuto la conseguenza di aumentare molto l'attenzione dei media a livello nazionale e internazionale sulla voce che, oltre ad essere stata reinserita da un'utente svizzera sulla versione di Wikipedia in lingua francese ed essere stata ampliata, è stata anche tradotta in diverse lingue e massicciamente visitata. Il tentativo di oscuramento ha quindi avuto un effetto amplificativo, determinando quello che viene conosciuto come effetto Streisand: la voce ha infatti ricevuto 120 000 visite nel fine settimana successivo ed inoltre figura, dopo la vicenda, in più di venti versioni linguistiche di Wikipedia.
Da un'analisi degli accessi sulle diverse versioni linguistiche di Wikipedia è possibile osservare il ruolo amplificativo dell'interesse sulla voce generato dalla richiesta di cancellazione da parte delle autorità.
| Data creazione pagina | Versione      | Aprile 2013 | Marzo 2013   | Febbraio 2013 | Gennaio 2013 | Dicembre 2012 |
| --------------------- | ------------- | ----------- | ------------ | ------------- | ------------ | ------------- |
| 29 giugno 2009        | francese      | 224 934     | 0            | 0             | 0            | 0             |
| 6 aprile 2013         | tedesca       | 14 265      | Non presente | NP            | NP           | NP            |
| 6 aprile 2013         | inglese       | 13 593      | Non presente | NP            | NP           | NP            |
| 6 aprile 2013         | russa         | 12 300      | Non presente | NP            | NP           | NP            |
| 6 aprile 2013         | cinese        | 2 956       | Non presente | NP            | NP           | NP            |
| 6 aprile 2013         | olandese      | 1 982       | Non presente | NP            | NP           | NP            |
| 6 aprile 2013         | spagnola      | 1 939       | Non presente | NP            | NP           | NP            |
| 6 aprile 2013         | Basic English | 1 195       | Non presente | NP            | NP           | NP            |
| 6 aprile 2013         | catalana      | 1 083       | Non presente | NP            | NP           | NP            |
| 7 aprile 2013         | italiana      | 4 584       | Non presente | NP            | NP           | NP            |
| 7 aprile 2013         | giapponese    | 1 680       | Non presente | NP            | NP           | NP            |
| 7 aprile 2013         | polacca       | 1 013       | Non presente | NP            | NP           | NP            |
| 8 aprile 2013         | ungherese     | 1 026       | Non presente | NP            | NP           | NP            |
| 10 aprile 2013        | araba         | 1 473       | Non presente | NP            | NP           | NP            |
| 13 aprile 2013        | ceca          | 3 395       | Non presente | NP            | NP           | NP            |